# Àngel Ros
 (novembre 2022).
Àngel Ros Domingo, né à Lérida le 9 août 1952, est un homme politique catalan.

## Biographie
Membre du Parti des socialistes de Catalogne et député au Parlement de Catalogne et maire de Lérida de 2004 à 2018, il est nommé ambassadeur d'Espagne à Andorre de 2018 à 2023.